# Serpoechovskaja
Serpoechovskaja (Russisch: Серпуховская) is een station aan de Serpoechovsko-Timirjazevskaja-lijn van de Moskouse metro.

## Geschiedenis
In de plannen voor de metro van 1932 waren al stations gepland waar de noord-zuidlijn de Tuinring kruist. Het zuidelijke van de twee lag bij het Dobryninplein waar de weg tussen Moskou en Serpoechov aansluit op de tuinring. Het tracé van de noord-zuidlijn (Gorkovsko-Zamoskvoretskaja) ten zuiden van het Rode Plein werd in 1935 oostelijker gelegd om spoorwegstation Moskva Paveletskaja een aansluiting op de metro te geven. Hierdoor was er geen sprake meer van noord-zuid maar van noordwest-zuidoost. In 1943 werd het tracé van de ringlijn vastgelegd met onder andere station Serpoechovskaja, in dat geval met oost-west-gelegen perrons. Dit station werd in 1950 geopend, maar pas in 1971 toen de tweede noord-zuidlijn gepland werd kwam het in 1932 voorgestelde tracé weer in beeld. De bouw van deze Serpoechovsko-Timirjazevskaja-lijn begon vanaf Serpoechovskaja naar het zuiden tot aan Joezjnaja (zuid). Het station werd geopend op 8 november 1983 als noordelijk eindpunt van het eerste deel van de nieuwe lijn. Het rollend materieel werd tot begin 1986 gekeerd op een spoor tussen de doorgaande sporen naar het noorden. Aan de noordkant is dit spoor aangesloten op de verbindingstunnel tussen de Zamoskvoretskaja-lijn en de Kaloezjsko-Rizjskaja-lijn waarmee de lijn verbonden is met de rest van het metronet. Het station aan de ringlijn was in 1961 omgedoopt in Dobryninskaja, de in 1932 beoogde stationsnaam. De nieuwe lijn en het noordelijke eindpunt werden Serpoechov genoemd, de naam die oorspronkelijk voor het ringlijn station werd gebruikt.

## Uitspraak
De uitspraak van de naam van het station en van de lijn in de omroepberichten is van meet af aan verschillend. De stationsnaam wordt aangekondigd met de klemtoon op de voorlaatste lettergreep, terwijl die bij de lijn op de laatste lettergreep ligt. Sinds de Sovjettijd ontving de metrodirectie elk jaar vele brieven van Moskovieten, waaronder geleerden en filologen, die bezwaar maakten tegen de onnatuurlijke uitspraak van de stationsnaam. De schrijvers drongen er op aan om de klemtoon van zowel de stationsnaam als de lijn op de eerste klinker te leggen en organiseerden zelfs een handtekeningenactie. Academische instellingen en gezaghebbende wetenschappers werden geraadpleegd en het wijzigingsverzoek werd afgewezen. Filologe Dr. V.L. Vorontsova verklaarde dit met het verschijnsel schuivende klemtoon dat optreedt richting een andere klinker. Volgens haar heeft de gebruikte uitspraak van de stationsnaam bestaansrecht omdat de klemtoon ook voorkomt bij de gangbare uitspraak van de Serpoechovskajastraat en de Serpoechovskajavoorpost.

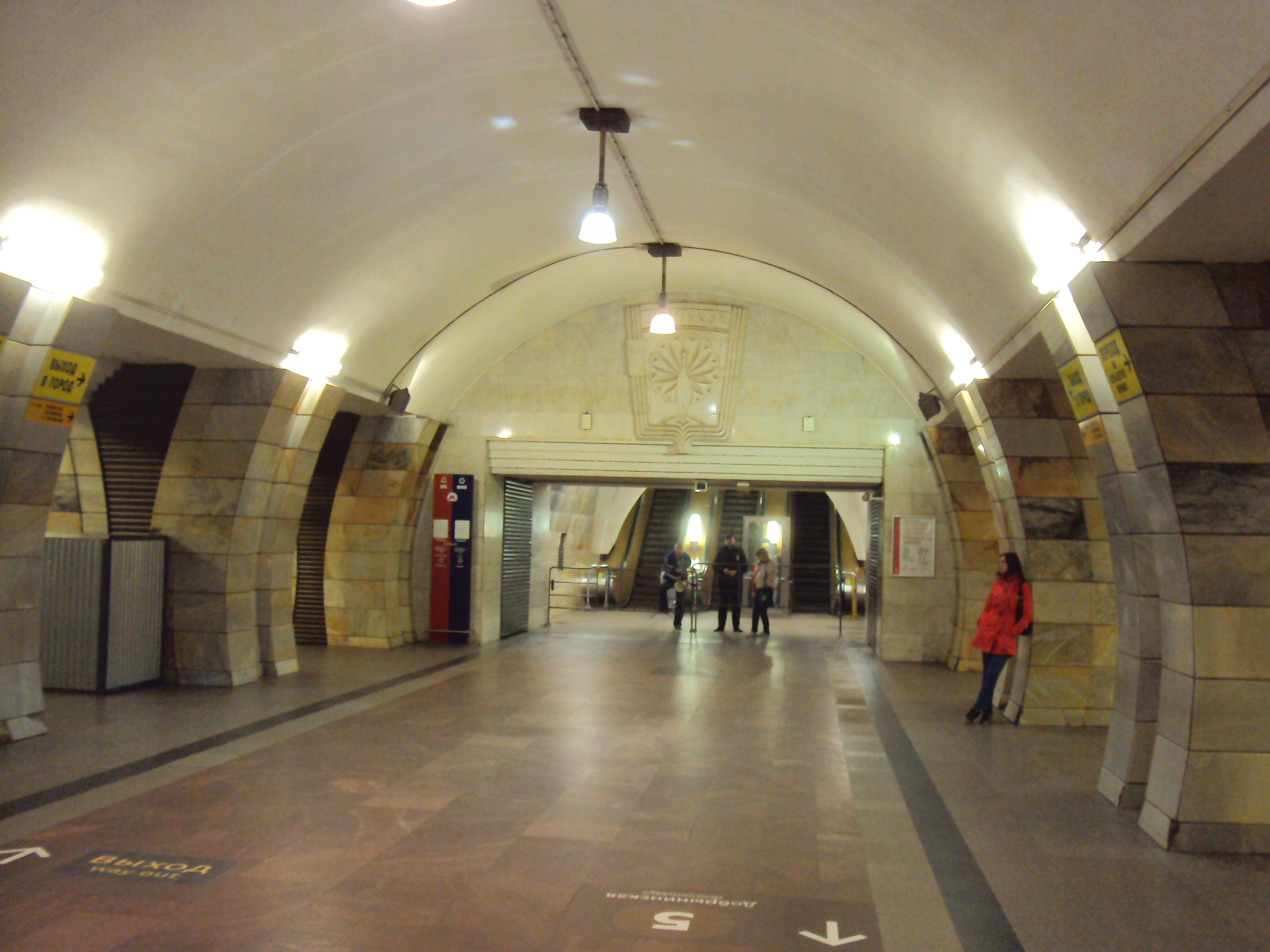
De roltrappen aan de zuidkant achter de atoomdeur

## Ontwerp en inrichting
Het pylonenstation op 43 meter diepte werd ontworpen door de architecten N. Alesjina, L. N. Pavlov en L.J. Gontsjar. De tunnelwanden zijn bekleed met wit marmer, terwijl de pylonen zijn voorzien van geglazuurd gazganmarmer in tint variërend van warm gekleurd naar grijs. In de doorgangen tussen de pylonen zijn deze voorzien van metalen inzetstukken. De aankleding van het station, door kunstenaar L.A. Novikova en beeldhouwer T.B Taborovskaja, is gewijd aan de oude steden, voornamelijk Serpoechov, rond Moskou. De oorspronkelijke verlichting van het station werd ontworpen door J.B. Alzenberg en V.M. Pjatigorski van het Sovjet verlichtingsinstituut. Zij kwamen met een zogeheten complete verlichtingsinrichting (KOOe), een buis van 60 meter lang en 62,5 cm dik, die is voorzien van lichtgeleiders van polyethyleentereftalaat. Door de vijf lichtgeleiders aan de buitenkant werd een gelijkmatige verlichting, gemiddeld 150 lux, van het gewelf, de pylonen en de vloer van de middenhal bereikt. De KOOe was opgehangen in twaalf kubussen aan het gewelf. In 4 van deze kubussen waren halogeenlampen geplaatst die hun licht in de lichtgeleiders straalden. Gemiddeld was er 18 W per m2 beschikbaar. Vergelijkbare installaties zijn gemaakt door Vatra in Ternopil. In het station werd alleen de middenhal verlicht door een KOOe terwijl voor de verlichting van de perrons 350 tl-buizen werden gebruikt. In Moskou werd de KOOe ook toegepast in warenhuis Vesjnjaki. Toen de halogeenlampen opgebruikt waren werden ze niet vervangen maar werden tl-buizen op de pylonen gemonteerd. De KOOe bleef nog jarenlang aan het gewelf hangen zodat zich stof ophoopte en er schaduwen op het gewelf vielen. De kopse kanten van de middenhal zijn voorzien van “atoomdeuren” die neergelaten kunnen worden zodat het station als schuilkelder kan dienen.

## Reizigersverkeer
De verdeelhal ligt aan de zuidkant van het perron en is verbonden met een voetgangerstunnel onder de Grote Serpoechovskajastraat. vanaf deze tunnel kunnen de reizigers de Ljoesnikovskajastraat, de Tsjipokstraat, de Stremjannjdwarsstraat en de Grote Strotsjenovskidwarsstraat bereiken. In de directe omgeving zijn de Russische economische universiteit, het A.V. Visjnevski Instituut voor Chirurgie en de Hemelvaartkerk van de Serpoechovpoort te vinden. 
Aan de noordkant van het perron kunnen de reizigers via vier roltrappen overstappen op de Koltsevaja-lijn. In 1999 werden 27.670 reizigers per dag geteld, in 2002 werden 28.000 instappers en 26.900 uitstappers per dag geteld. Reizigers naar het noorden kunnen vanaf 5:47 uur de metro nemen. In zuidelijke richting doordeweeks om 5:53 uur en in het weekeinde om 5:56 uur.